# 布劳尼希斯瓦尔德
布劳尼希斯瓦尔德（德語：Braunichswalde）是德国图林根州的市镇，隶属于格赖茨县。总面积为5.21平方千米，截至2023年12月31日总人口为613人。